# Estátua do Farrapeiro
A Estátua do Farrapeiro localiza-se na freguesia do Dominguizo que pertence ao Município da Covilhã.

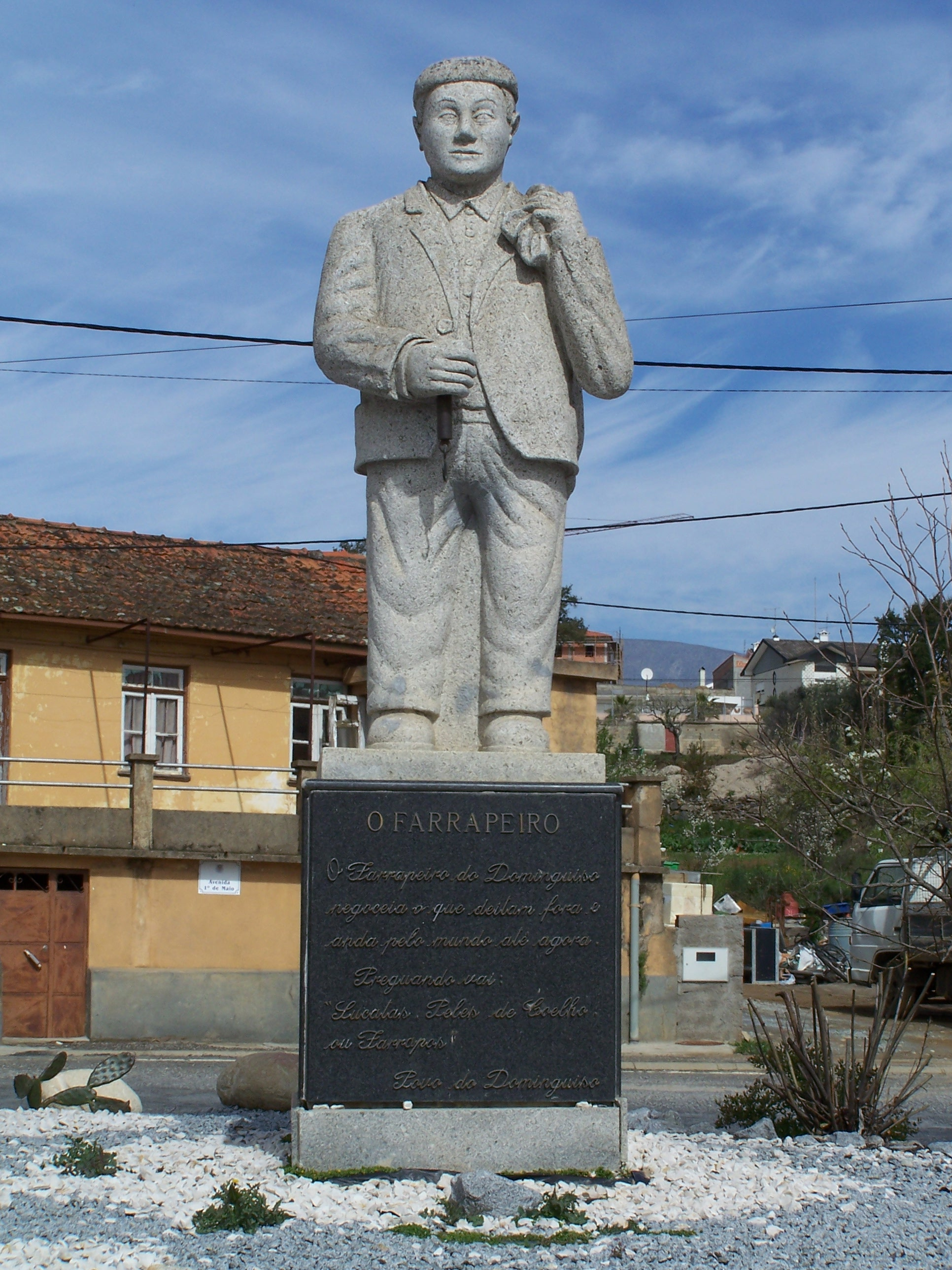
Estátua do Farrapeiro, localiza-se na rotunda no sentido da entrada via Fundão

O Farrapeiro era (é) um homem que vende e compra farrapos, também conhecido por trapeiro.
Farrapo é um pedaço de tecido velho e sem utilidade. Sem utilidade, propriamente, não: o farrapo, os restos de tecidos, eram reaproveitados – foi uma das primeira formas de reciclagem.
Uma vila perto da Covilhã, no Dominguizo, onde vários homens faziam a sua vida negociando pelas aldeias em volta. Compravam trapos, farrapos, sucatas, peles enfim, tudo o que houvesse em desperdício.
O destino dos farrapos eram à data as muitas fábricas de lanifícios da Covilhã para estas fabricarem mantas chamadas «mantas de orelos», mantas de trapos.

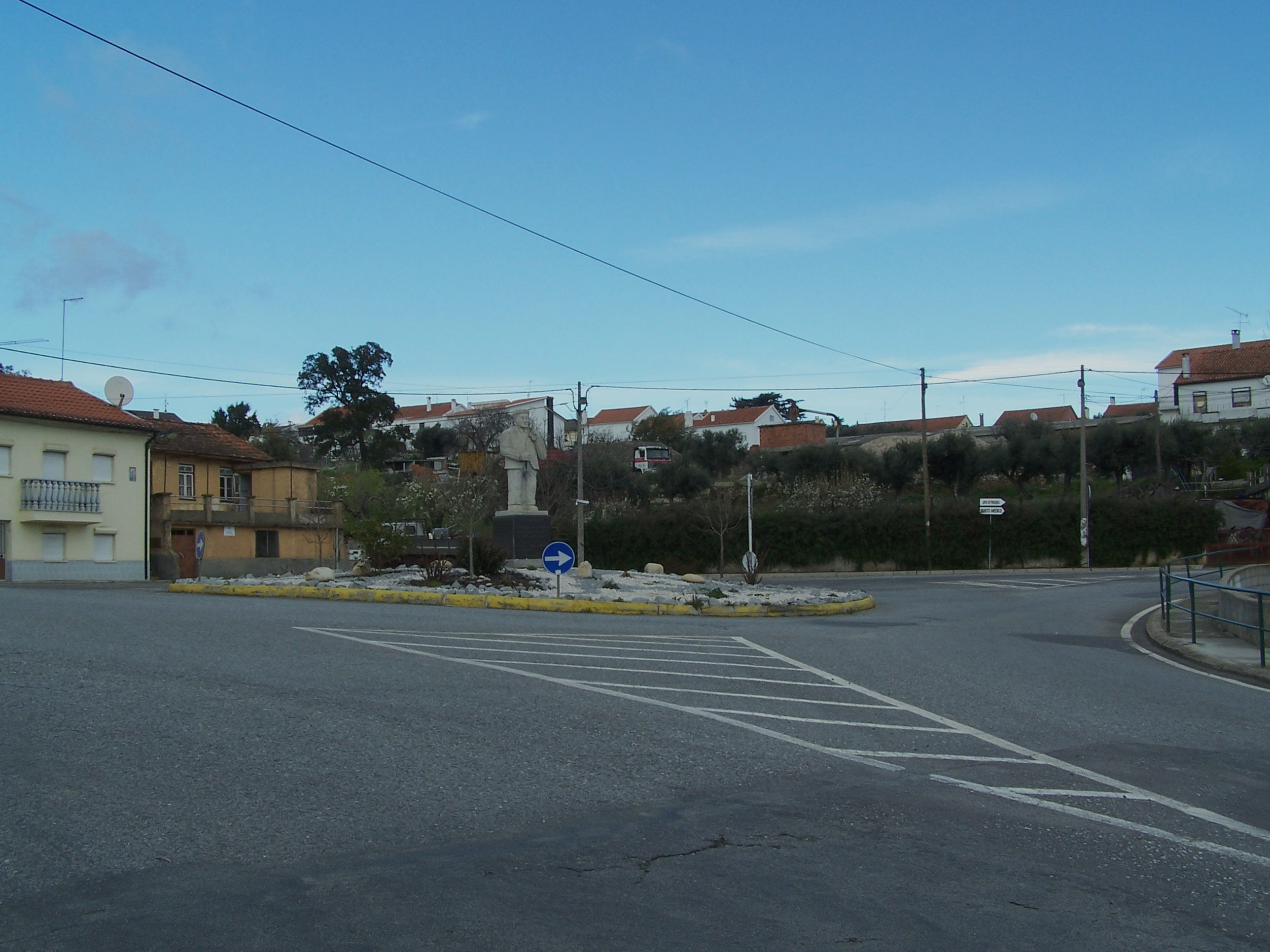
Estátua do Farrapeiro, localiza-se na rotunda no sentido da entrada via Fundão

O Farrapeiro cantava um pregão. O texto está fixado na chapa de cobre rebitada na estátua à entrada do Dominguizo.
Nós achamos, de acordo com as nossas memórias, que o pregão era assim: «Há farrapos ou peles de coelho para vender?»